# Kevvu Keka
Kevvu Keka è un brano musicale del film di Tollywood Gabbar Singh, cantato da Mamta Sharma e Murali, con musiche di Devi Sri Prasad e testi di Sahithi, pubblicato il 15 aprile 2012. Questa canzone è il remake di quella in lingua hindi Munni Badnaam Hui